# Премія імені Олександра Копиленка
Премія імені Олександра Копиленка — літературно-мистецька премія за кращі твори, присвячені дітям. Вручалася в 1978—1989 рр. письменникам та художникам. Відроджена в 2020 році.

## Історія премії
Премія заснована 1978 року журналом «Барвінок», у якому український дитячий письменник Олександр Копиленко друкував свої твори. Першими лавреатами стали Всеволод Нестайко, Віктор Близнець, а також художниця Ніна Денисова.
Вручалася до 1989 року включно. Всього було нагороджено 26 лауреатів.
2020 року премію Олександра Копиленка відроджено зусиллями родини письменника й за допомоги газети «Літературна Україна» та її головного редактора Сергія Куліди.

## Лауреати
- 1978 — Нестайко Всеволод Зіновійович, Близнець Віктор Семенович, Денисова Ніна Михайлівна
- 1986 — Скомаровський Вадим Петрович
- 1987 — Бортняк Анатолій Агафонович
- 1988 — Малик Галина Миколаївна
- 1989 — Білоус Дмитро Григорович

Також серед лауреатів Наталя Забіла, Дмитро Павличко, Лариса Письменна, Степан Пушик, Василь Довжик, Валерій Шевчук, Віктор Таран-Терен, Анатолій Костецький.